# Herbert Zassenhaus
Herbert Kurt Zassenhaus (geboren 28. Januar 1910 in Schwelm; gestorben 10. Dezember 1988 in Washington, D.C.) war ein deutsch-amerikanischer Finanzwissenschaftler. Er wurde bekannt als Hochschullehrer und Funktionär beim Internationalen Währungsfonds, dessen stellvertretender Direktor er von 1969 bis 1975 war.

## Leben und Tätigkeit
Zassenhaus war ein Sohn des Industriellen Eugen Zassenhaus (1878–1928) und seiner Frau Elisabeth, geb. Bochsein (1885–1977).
Nach dem Abitur studierte er von 1929 bis 1933 Volkswirtschaftslehre an den Universitäten Köln, Bonn und Frankfurt. 1932 erwarb er in Bonn, wo Joseph Schumpeter zu seinen Lehrern gehört hatte, den Abschluss eines Diplomvolkswirtes.
Nach dem Machtantritt der Nationalsozialisten im Frühjahr 1933 ging Zassenhaus in die Emigration. Er ließ sich zunächst in der Schweiz nieder, wo er 1934 in Bern bei Alfred Amonn promovierte. Von 1934 bis 1937 studierte er drei weitere Jahre an der London School of Economics. 1937 siedelte er schließlich in die Vereinigten Staaten über, wo er zunächst Assistent am Massachusetts Institute of Technology wurde.
Von 1937 bis 1938 arbeitete Zassenhaus, als dessen Fachgebiet die Produktionstheorie galt, als Assistent seines alten Lehrers Schumpeter an der Harvard University. Anschließend wechselte er als Substitute Professor an die Clark University in Massachusetts und von dort als Assistant Professor an das Juniata College, wo er von 1938 bis 1946 wirkte.
In Deutschland galt Zassenhaus nach seiner Emigration als Staatsfeind: Im Frühjahr 1940 wurde er vom Reichssicherheitshauptamt – in der Annahme er hielte sich noch immer in London auf – auf die von dieser Dienststelle für den Fall einer erfolgreichen Invasion Großbritanniens zusammengestellte Sonderfahndungsliste G.B., ein Verzeichnis von Personen, die bei einer deutschen Besetzung des Landes automatisch und vorrangig von Sondereinheiten der SS verhaftet werden sollten, gesetzt.
Von 1946 bis 1947 war Zassenhaus als Assistant Professor am Hofstra College in New York tätig, dann von 1947 bis 1950 Associate Professor an der Colgate University.
Im Anschluss an eine Forschungsarbeit für den Twentieth Century Fund in Washington von 1950 bis 1951 trat Zassenhaus 1951 in den Dienst beim Internationalen Währungsfonds, als dessen Beauftragter er nacheinander in Argentinien (1956), Bolivien (1957–1959), Venezuela (1961) und Malawi (1972–1975) eingesetzt wurde.
Von 1963 bis 1968 amtierte Zassenhaus als Assistant Director und von 1969 bis 1975 als stellvertretender Direktor des Internationalen Währungsfonds.
Ab 1977 lehrte Zassenhaus als O’Conner-Professor of Economics erneut an der Colgate University.
Im Rahmen seiner Forschungen legte Zassenhaus eine Reihe von Fachveröffentlichungen vor. Außerdem übersetzte er einige Arbeiten seines Lehrers Schumpeter, so den 1914 in der Zeitschrift für Volkswirtschaft, Sozialpolitik und Verwaltung (S. 454–528) veröffentlichten Aufsatz „Das Wissenschaftliche Lebenswerk Eugen von Böhm-Bawerks“ in Englische.

## Familie
1935 heiratete Zassenhaus Charlotte Sophie Brandt (* 1909 in Essen-Steele), sie hatten vier Kinder: Hans W.E. (* 1938), Barbara Bluestone (* 1939), Peter H. (* 1943) und Harold (* 1946).

## Schriften
- Über die ökonomische Theorie der Planwirtschaft. In: Zeitschrift für Nationalökonomie. Band 5, 1934, S. 507–532.
- Neuere Planwirtschaftsliteratur und die Theorie der Planwirtschaft. In: Zeitschrift für Nationalökonomie. Band 7, 1936.
- Direct Effects of a United States Recession on Imports. Expectations and Events. In: Review of Economics and Statistics. August 1955, S. 231–255.
- Capitalism, Socialism and Democracy: the ‘Vision’ and the ‘Theories’. In: Heertje. 1981, S. 170–202.